# Дулаан Уул
«Дулаан Уул» (англ. Dulaan Uul) — урановое месторождение в восточной Монголии. В 1998 году в юго-восточной части Монголии начались геологические исследования по поиску урановых месторождений. В 2002 году в районе гор Дулаан Уул были обнаружены первые признаки, приведшие к открытию месторождения в 2010 году. В феврале 2015 было проведено экономическое обоснование, а в июне того же года выдана лицензия на добычу полезных ископаемых на месторождении «Дулаан Уул»
В ходе геологической разведки месторождения было пробурено более 430 000 метров скважин.
Суммарные запасы месторождения оцениваются в 9 888 тонн урана.
Месторождение открыто французским атомным гигантом — Areva S. A.